# 谷山郡
谷山郡（コクサンぐん）は、朝鮮民主主義人民共和国黄海北道に属する郡。

## 地理
黄海北道の東北部に位置する。

## 行政区画
1邑・20里を管轄する。
| - 谷山邑（コクサヌプ） - 桂林里（ケリムニ） - 渓水里（ケスリ） - 古城里（コソンニ） - 徳興里（トクンニ） - 東山里（トンサンニ） - 龍岩里（リョンアムニ） - 栗里（リュルリ） - 武葛里（ムガルリ） - 文陽里（ムニャンニ） - 砂峴里（サヒョンニ） | - 西村里（ソチョンニ） - 細林里（セリムニ） - 松林里（ソンニムニ） - 五里浦里（オリポリ） - 月陽里（ウォリャンニ） - 青松里（チョンソンニ） - 草平里（チョピョンニ） - 坪岩里（ピョンアムニ） - 玄岩里（ヒョナムニ） - 虎岩里（ホアムニ） |

## 歴史
三国時代には高句麗によって十谷城が築かれた。統一新羅時代には鎮瑞県とされ、永豊郡の管轄下に置かれた。高麗王朝成立後は谷州と改称された。1393年に谷山と改称されたのち、再び谷州に戻されているが、朝鮮王朝成立後の1413年に谷山郡と改められている。1669年には谷山府に昇格した。
1895年には地方制度改革により谷山郡となり、開城府に属した（二十三府制）。翌1896年には黄海道所属となった（十三道制）。谷山郡は12面からなり、この構成は日本統治下も変わらなかった。1945年8月15日の時点で、谷山面は12面・69里が属していた。
| - 雲中面 － 운중면【雲中面】 （ウンジュン=ミョン） - 谷山面 － 곡산면【谷山面】 （コクサン=ミョン） - 東村面 － 동촌면【東村面】 （トンチョン=ミョン） - 桃花面 － 도화면【桃花面】 （トファ=ミョン） - 西村面 － 서촌면【西村面】 （ソチョン=ミョン） - 清渓面 － 청계면【淸溪面】 （チョンゲ=ミョン） | - 覓美面 － 멱미면【覓美面】 （ミョンミ=ミョン） - 花村面 － 화촌면【花村面】 （ファチョン=ミョン） - 鳳鳴面 － 봉명면【鳳鳴面】 （ポンミョン=ミョン） - 上図面 － 상도면【上圖面】 （サンド=ミョン） - 下図面 － 하도면【下圖面】 （ハド=ミョン） - 伊寧面 － 이령면【伊寧面】 （イリョン=ミョン） |

1952年12月に行われた郡面里統廃合に伴い、谷山・清渓・雲中・桃花面全域と西村面の一部（3里）・東村面の一部（2里）、新渓郡村面を統合して谷山郡（1邑16里）が再構成され、旧谷山面に邑所在地が置かれた。旧谷山郡のうち、北部の上図・下図・花村面などは新坪郡として分離され、東村面の一部は江原道板橋郡に、鳳鳴面の一部は平安南道檜倉郡に編入された。
2002年10月現在、1邑20里が置かれていた。

### 年表
この節の出典
- 1914年4月1日 - 郡面併合により、黄海道谷山郡に以下の面が成立。(12面)
  - 雲中面・邑内面・東村面・桃花面・西村面・清渓面・覓美面・花村面・鳳鳴面・上図面・下図面・伊寧面
- 1929年 - 邑内面が谷山面に改称。(12面)
- 1952年12月 - 郡面里統廃合により、黄海道谷山郡谷山面・清渓面・雲中面・桃花面および西村面・東村面の各一部、新渓郡村面をもって、谷山郡を設置。谷山郡に以下の邑・里が成立。(1邑16里)
  - 谷山邑・虎岩里・松林里・古城里・丙戌里・渓水里・龍岩里・東山里・西村里・坪岩里・武葛里・月陽里・文陽里・青松里・草平里・細林里・砂峴里
- 1954年10月 - 黄海道の分割により、黄海北道谷山郡となる。(1邑16里)
  - 西村里が黄海北道遂安郡坪院里との境界線を調整。
  - 虎岩里・松林里の各一部が谷山邑に編入。
- 1961年 (1邑16里)
  - 渓水里の一部が谷山邑・古城里に分割編入。
  - 砂峴里の一部が月陽里に編入。
- 1963年 (1邑21里)
  - 坪岩里・丙戌里・草平里の各一部が合併し、桂林里が発足。
  - 坪岩里・月陽里・砂峴里の各一部が合併し、栗里が発足。
  - 坪岩里・月陽里の各一部が合併し、五里浦里が発足。
  - 月陽里の一部が分立し、海浦里が発足。
  - 坪岩里・武葛里の各一部が合併し、玄岩里が発足。
  - 細林里の一部が坪岩里に編入。
- 1965年1月 - 新渓郡大成里の一部が海浦里に編入。(1邑21里)
- 1965年7月 - 海浦里が新渓郡に編入。(1邑20里)
- 1982年 - 丙戌里が徳興里に改称。(1邑20里)
- 1986年 (1邑20里)
  - 武葛里の一部が五里浦里・玄岩里に分割編入。
  - 玄岩里の一部が武葛里に編入。
  - 松林里の一部が桂林里・草平里に分割編入。
  - 谷山邑・桂林里の各一部が松林里に編入。